# Nicotiana benthamiana

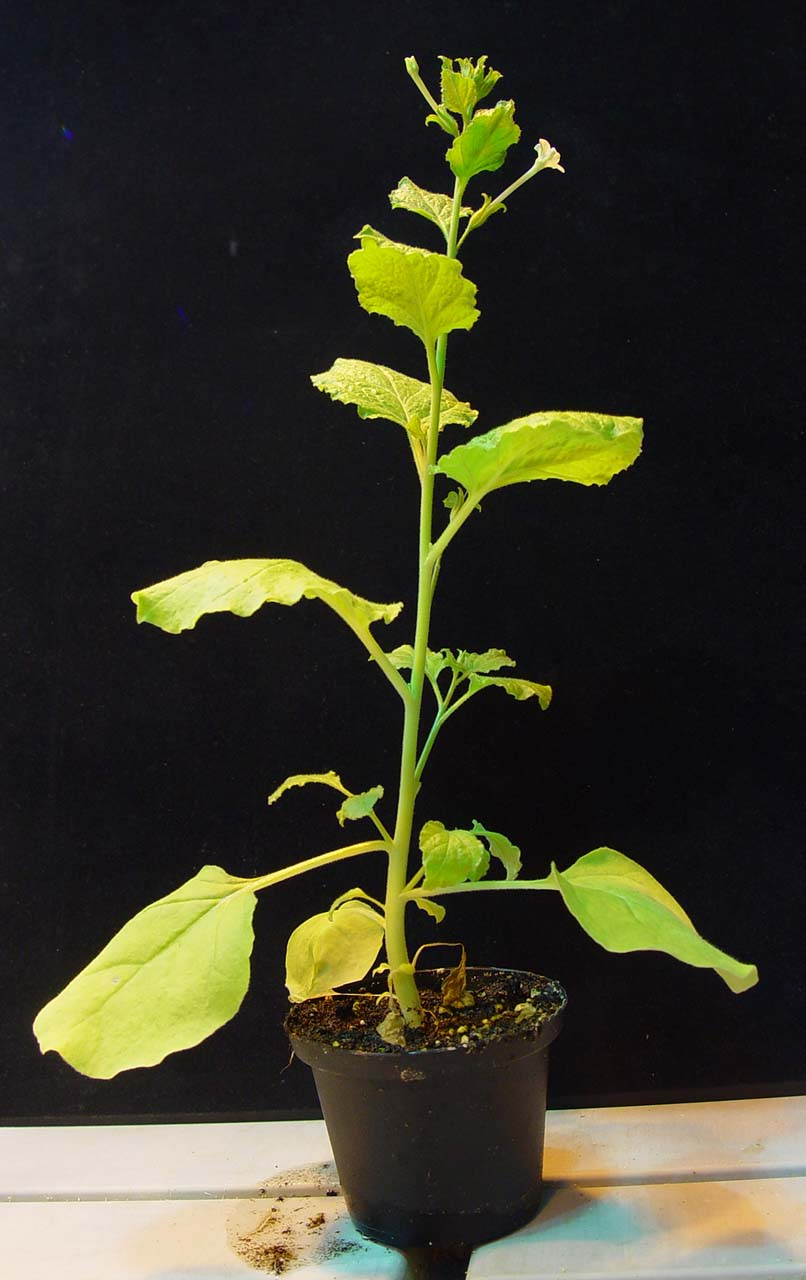
N. benthamiana

Nicotiana benthamiana — вид рослин родини пасльонових (Solanaceae), що широко використовується в наукових дослідженнях, зокрема в генній інженерії та біотехнології.

## Наукова класифікація
- Царство: Рослини (Plantae)
- Клада: Судинні рослини (Tracheophytes)
- Клада: Покритонасінні (Angiosperms)
- Клада: Евдикоти (Eudicots)
- Клада: Айстериди (Asterids)
- Порядок: Пасльоноцвіті (Solanales)
- Родина: Пасльонові (Solanaceae)
- Рід: Тютюн (Nicotiana)
- Вид: N. benthamiana

## Природа
Nicotiana benthamiana є однорічною рослиною, яка походить з Австралії. Ця рослина є близьким родичем тютюну (Nicotiana tabacum) і має подібні морфологічні ознаки, такі як широкі листя та стебло, покрите дрібними волосками. Рослина досягає висоти до 1 метра. Її листя мають довгасту форму і можуть досягати довжини до 20 см. Квітки біло- або кремово-жовтого кольору, зібрані у волотисті суцвіття. Nicotiana benthamiana має високу чутливість до вірусів, що робить її ідеальним модельним організмом для вивчення вірусних інфекцій у рослин.

## Механізм дії

### Генна інженерія
В контексті біотехнології, Nicotiana benthamiana використовується як платформа для експресії рекомбінантних білків. Рослина є прийнятною системою для тимчасової експресії генів, завдяки її здатності швидко продукувати великі кількості білків після агроінфільтрації. Механізм дії включає введення рекомбінантної ДНК у рослину за допомогою Agrobacterium tumefaciens, що призводить до експресії цільового білка у клітинах рослини.

### Вірусні вектори
Для введення генетичного матеріалу часто використовуються вірусні вектори, такі як вірус мозаїки тютюну (TMV). Вірусна РНК, що містить цільовий ген, інфікує рослину і викликає синтез відповідного білка. Цей метод забезпечує високу ефективність і швидкість експресії.

## Спосіб отримання

### Експресія рекомбінантних білків
1. Вибір гена: Вибирається ген, що кодує цільовий білок.
2. Клонування гена: Ген вставляється у вектор(плазміду), що містить необхідні регуляторні елементи для експресії у рослинах.
3. Трансформація Agrobacterium tumefaciens: Вектор інтегрується у бактерію Agrobacterium tumefaciens.
4. Агроінфільтрація: Рослина Nicotiana benthamiana інфільтрується суспензією Agrobacterium, що містить рекомбінантну плазміду.
5. Експресія та збір: Після кількох днів інкубації у рослині експресується цільовий білок, який можна виділити та очистити.

### Методи очищення білків
Після експресії білків у рослинах, їх необхідно очистити для подальшого використання. Зазвичай застосовуються такі методи очищення:
- Хроматографія: Використовується для розділення білків на основі їх фізико-хімічних властивостей.
- Центрифугування: Видаляє клітинні уламки та інші великі частки.
- Ультрафільтрація: Використовується для концентрування білків та видалення малих молекул.

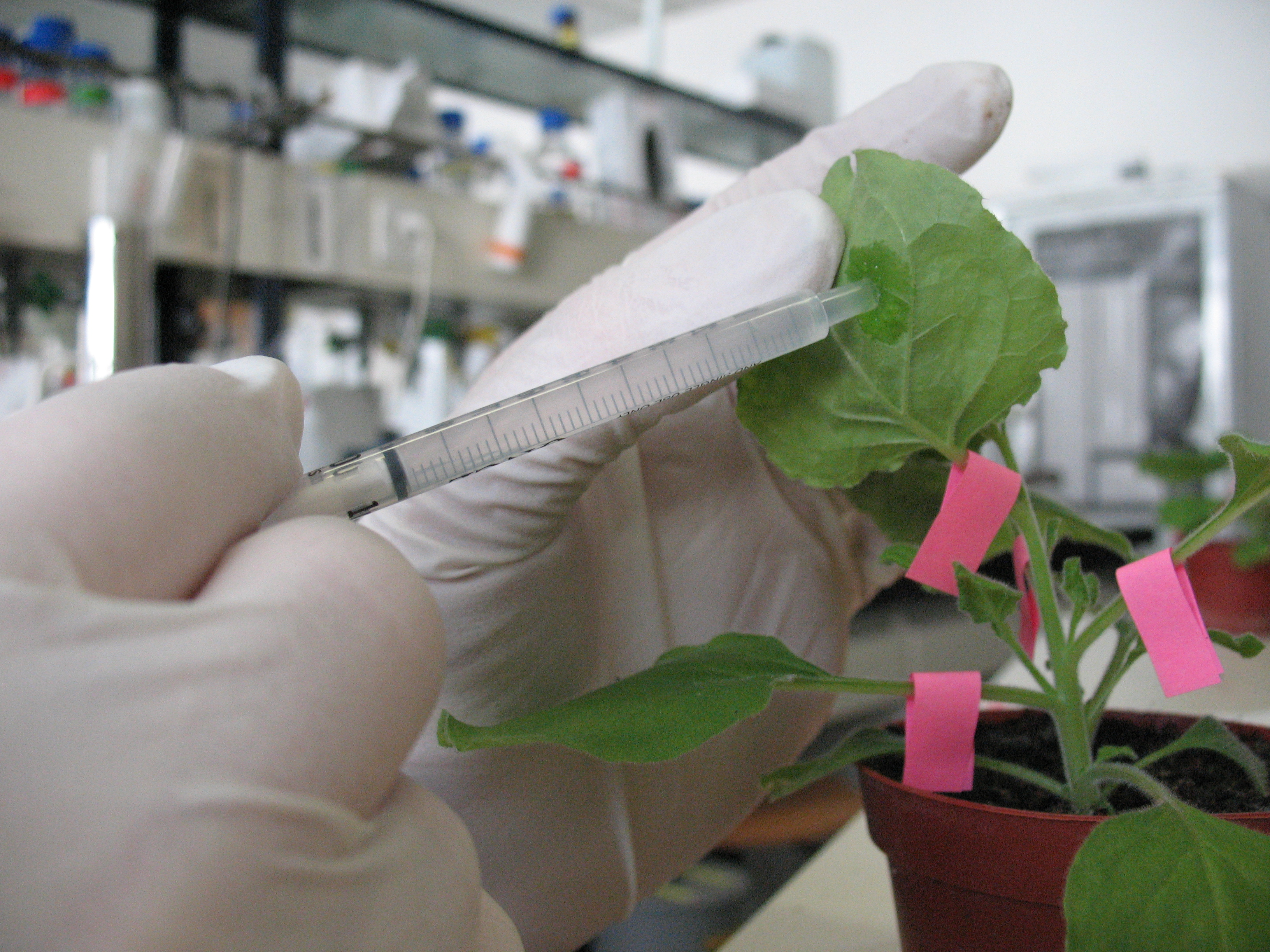
Використання Nicotiana benthamiana

## Використання[3]

### Виробництво антитіл
Nicotiana benthamiana використовується для виробництва рекомбінантних антитіл, таких як моноклональні антитіла для терапії раку, автоімунних захворювань та інфекційних хвороб. Наприклад, антитіла до вірусу Ебола та антитіла до вірусу Зіка були успішно продукувані у цій рослині.

### Виробництво вакцин
Nicotiana benthamiana є ефективною системою для виробництва вакцин. Рекомбінантні вакцини проти вірусу папіломи людини (HPV) та грипу були успішно розроблені з використанням цієї рослини. Виробництво вакцин у рослинах дозволяє швидко адаптуватися до нових штамів вірусів і забезпечувати великі обсяги виробництва за короткий час.

### Виробництво ферментів
Рослина використовується для продукування різних ферментів, таких як глюкозидази та протеази, які можуть використовуватися у промисловості та медицині. Наприклад, фермент альфа-галактозидаза, використовуваний для лікування хвороби Фабрі, може бути вироблений у Nicotiana benthamiana.

## Дослідницькі застосування

### Вивчення вірусних інфекцій
Завдяки високій чутливості до вірусів, Nicotiana benthamiana широко використовується для вивчення механізмів вірусних інфекцій та розробки методів захисту рослин від вірусів. Рослина служить моделлю для дослідження взаємодії між вірусами та рослинами.

### Геномне редагування
Nicotiana benthamiana використовується для тестування нових методів геномного редагування, таких як CRISPR/Cas9. Ці дослідження допомагають вдосконалювати технології редагування генів та їх застосування у сільському господарстві та біомедицині.